# Saenura
Saenura é um género de traça pertencente à família Arctiidae.